# Élection présidentielle américaine de 1992 au Massachusetts
L'élection présidentielle américaine de 1992 au Massachusetts s'est déroulée le 3 novembre 1992, dans le cadre de l'élection présidentielle américaine de 1992. Les électeurs ont choisi 12 représentants, ou grands électeurs, pour le Collège électoral, qui ont voté pour le président et le vice-président.
Le Massachusetts a été remporté par le gouverneur de l'Arkansas, Bill Clinton, avec 47,54 % des voix, contre 29,02 % pour le président républicain sortant, George H. W. Bush, du Texas. L'homme d'affaires indépendant Ross Perot, également du Texas, a terminé en troisième position avec 22,74 % des voix. Ainsi, Clinton a battu Bush dans cet État avec une marge de 18,52 %.
En 1992, le Massachusetts affichait un biais démocrate solide, avec une inclinaison de 13 % en faveur des démocrates par rapport à la moyenne nationale.
Bush n'a remporté aucun comté dans l'État, et ses 29,02 % des voix représentent le plus faible score obtenu par un candidat républicain à la présidence dans le Massachusetts depuis 1964.
La victoire décisive de Clinton dans le Massachusetts a consolidé le statut de l'État en tant que bastion démocrate à l'ère moderne. Le Massachusetts avait déjà une tendance démocrate depuis 1928 et était un fief démocrate depuis 1960. En 1972, le Massachusetts a été le seul État du pays à voter pour le démocrate George McGovern face au républicain Richard Nixon lors de sa victoire écrasante dans 49 États. Cependant, dans les années 1980, l'État avait affiché une tendance républicaine, Ronald Reagan l'ayant remporté de justesse, et George H. W. Bush obtenant un solide 45 % des voix et remportant 3 comtés en 1988. En 1992, Clinton a non seulement remporté l'État avec une marge à deux chiffres, laissant Bush en dessous des 30 %, mais il a également gagné dans tous les comtés de l'État, alors que la Nouvelle-Angleterre laïque et libérale rejetait un Parti républicain de plus en plus conservateur et dominé par les chrétiens évangéliques du Sud. Depuis lors, chaque candidat démocrate à la présidence a remporté l'État avec des marges à deux chiffres et a gagné dans les 14 comtés du Massachusetts.

## Contexte
L'élection de 1992 s'est tenue dans un climat économique difficile, marqué par une récession et un mécontentement croissant envers le gouvernement de Bush. Ce mécontentement a été exacerbé par la perception d'un manque de réponses adéquates à la crise économique. De plus, l'entrée en scène de Ross Perot, un homme d'affaires texan qui a axé sa campagne sur la réduction du déficit budgétaire, a bouleversé la dynamique bipartite traditionnelle.

## Primaires

### Parti démocrate
| Inscrits                 | Inscrits                 | Inscrits                 | 3 130 272 |             |  |  |
| Abstentions              | Abstentions              | Abstentions              | 2 321 381 | 74,16 %     |  |  |
| Votants                  | Votants                  | Votants                  | 808 891   | 25,84 %     |  |  |
|                          |                          |                          |           |             |  |  |
| Bulletins enregistrés    | Bulletins enregistrés    | Bulletins enregistrés    | 808 891   |             |  |  |
| Bulletins blancs ou nuls | Bulletins blancs ou nuls | Bulletins blancs ou nuls | 14 776    | 1,83 %      |  |  |
| Suffrages exprimés       | Suffrages exprimés       | Suffrages exprimés       | 794 115   | 98,17 %     |  |  |
|                          |                          |                          |           |             |  |  |
|                          | Candidat                 | Parti                    | Suffrages | Pourcentage |  |  |
|                          | Paul Tsongas             | Parti démocrate          | 526 297   | 66,27 %     |  |  |
|                          | Jerry Brown              | Parti démocrate          | 115 746   | 14,58 %     |  |  |
|                          | Bill Clinton             | Parti démocrate          | 86 817    | 10,93 %     |  |  |
|                          | Ralph Nader              | Parti démocrate          | 32 881    | 4,14 %      |  |  |
|                          | Autres candidats         | -                        | 32 374    | 4,08 %      |  |  |

### Parti républicain
| Inscrits                 | Inscrits                 | Inscrits                 | 3 130 272 |             |  |  |
| Abstentions              | Abstentions              | Abstentions              | 2 854 425 | 91,19 %     |  |  |
| Votants                  | Votants                  | Votants                  | 275 847   | 8,81 %      |  |  |
|                          |                          |                          |           |             |  |  |
| Bulletins enregistrés    | Bulletins enregistrés    | Bulletins enregistrés    | 275 847   |             |  |  |
| Bulletins blancs ou nuls | Bulletins blancs ou nuls | Bulletins blancs ou nuls | 6 145     | 2,23 %      |  |  |
| Suffrages exprimés       | Suffrages exprimés       | Suffrages exprimés       | 269 702   | 97,77 %     |  |  |
|                          |                          |                          |           |             |  |  |
|                          | Candidat                 | Parti                    | Suffrages | Pourcentage |  |  |
|                          | George H. W. Bush        | Parti républicain        | 176 868   | 65,58 %     |  |  |
|                          | Pat Buchanan             | Parti républicain        | 74 797    | 27,73 %     |  |  |
|                          | David Duke               | Parti républicain        | 5 557     | 2,06 %      |  |  |
|                          | Autres candidats         | -                        | 12 480    | 4,63 %      |  |  |

## Résultats

Résultats par municipalités :
Clinton (entre 70 et 80 %)
Clinton (entre 60 et 70 %)
Clinton (entre 50 et 60 %)
Clinton (entre 40 et 50 %)
Clinton en dessous de 40 %
Bush en dessous de 40 %
Bush (entre 40 et 50 %)
Perot en dessous de 40 %
Perot (entre 40 et 50 %)

| Inscrits                 | Inscrits                 | Inscrits                 | 3 351 918 |             |  |  |
| Abstentions              | Abstentions              | Abstentions              | 528 920   | 15,78 %     |  |  |
| Votants                  | Votants                  | Votants                  | 2 822 998 | 84,22 %     |  |  |
|                          |                          |                          |           |             |  |  |
| Bulletins enregistrés    | Bulletins enregistrés    | Bulletins enregistrés    | 2 822 998 |             |  |  |
| Bulletins blancs ou nuls | Bulletins blancs ou nuls | Bulletins blancs ou nuls | 49 334    | 1,75 %      |  |  |
| Suffrages exprimés       | Suffrages exprimés       | Suffrages exprimés       | 2 773 664 | 98,25 %     |  |  |
|                          |                          |                          |           |             |  |  |
|                          | Candidat                 | Parti                    | Suffrages | Pourcentage |  |  |
|                          | Bill Clinton             | Parti démocrate          | 1 318 662 | 47,54 %     |  |  |
|                          | George H. W. Bush        | Parti républicain        | 805 049   | 29,02 %     |  |  |
|                          | Ross Perot               | Sans étiquette           | 630 731   | 22,74 %     |  |  |
|                          | Autres candidats         | -                        | 19 222    | 0,69 %      |  |  |

## Analyse
La récession de 1990-1991 a particulièrement touché les États du Nord-Est, y compris le Massachusetts. Cette situation économique a poussé de nombreux électeurs à chercher une alternative au président sortant.
Clinton a su séduire les électeurs avec une campagne dynamique et un message axé sur le changement, la croissance économique, et les politiques sociales.
Bien que Perot n'ait pas remporté de voix au Collège électoral, sa forte performance a affaibli Bush en fragmentant le vote conservateur et modéré.